# Ricardinho (futebolista, 1976)
Ricardo Luís Pozzi Rodrigues (São Paulo, 23 de maio de 1976), mais conhecido como Ricardinho, é um comentarista esportivo, treinador e ex-futebolista brasileiro que atuava como meio-campista. Atualmente é comentarista de futebol na TV Globo e no canal por assinatura SporTV.

## Carreira como jogador

### Início
Revelado nas categorias de base do Paraná, foi promovido aos profissionais em 1995. Entre 1997 e 1998 teve uma rápida passagem pelo Bordeaux, da França.

### Corinthians
Ganhou destaque nacional e internacional atuando pelo Corinthians, onde chegou em 1998. Estreou pelo Timão no dia 5 de julho, num amistoso contra o União São João, de Araras. No Parque São Jorge, tornou-se um dos destaques do clube de um elenco que também contava com Marcelinho Carioca, Freddy Rincón, Vampeta, Dinei, Edílson e mais tarde Luizão, vindo do Vasco da Gama.
Entre os títulos conquistados, estão dois Campeonatos Brasileiros (1998 e 1999), dois Campeonatos Paulistas, um Torneio Rio–São Paulo (2002), uma Copa do Brasil (2002) e o primeiro Campeonato Mundial de Clubes da FIFA (2000). Ricardinho teve a melhor fase de sua carreira no clube do Parque São Jorge entre os anos de 1998 até 2002, e é lembrado pelo gol no últimos segundos do jogo contra o Santos, pelo Campeonato Paulista de 2001, onde mais tarde o Corinthians sagraria-se campeão em cima do Botafogo-SP. Após conseguir chegar a Seleção Brasileira e até disputar a Copa do Mundo de 2002, acabou se envolvendo em polêmicas e deixou o Timão para defender as cores do São Paulo pela porta de trás, assim queimando a sua imagem que tinha com a torcida.

### São Paulo e Middlesbrough
Foi contratado pelo São Paulo em 2002, numa transferência que ficou conhecida como a maior do futebol brasileiro até então, retirando um grande ídolo do maior rival, com o valor estipulado em, valores de 2013, 7,8 milhões de euros (um ano após a negociação, os valores estavam estipulados, pela imprensa, em R$ 3 milhões). No Morumbi, não caiu no gosto da torcida e não conseguiu repetir as grandes atuações nos tempos de Corinthians. Deixou o tricolor para jogar no Middlesbrough, mas pouco atuou e retornou ao Brasil para defender o Santos.

### Santos
Voltou ao Brasil meses depois para defender o Santos, outro rival de Corinthians e São Paulo. No Campeonato Brasileiro de 2004, foi o capitão do clube da Vila Belmiro, que conquistou o torneio. Marcou gols importantes na campanha, como na penúltima rodada contra o São Caetano e no jogo do título contra o Vasco. Ricardinho foi considerado um dos principais jogadores do certame e venceu o prêmio Bola de Prata, da revista Placar. Permaneceu no clube até o final do Campeonato Brasileiro de 2005.

### Retorno ao Corinthians
Após realizar um grande campeonato pelo time litorâneo, a MSI, então parceira do Corinthians, resolveu trazê-lo de volta ao clube. Porém, o meia não teve o mesmo desempenho e foi negociado com o Beşiktaş após jogar o Paulista e a Libertadores.

### Beşiktaş e Al-Rayyan
Em 2006 foi para o Beşiktaş, da Turquia, onde conquistou a Copa da Turquia em 2007. Em junho de 2008, foi para o Al-Rayyan, do Catar, onde teve uma passagem de um ano.

### Atlético Mineiro
No dia 10 de setembro de 2009, foi contratado pelo Atlético Mineiro. A expectativa era de que o atleta se tornasse o armador e articulador que faltava à equipe na até então vitoriosa campanha que vinha fazendo no Campeonato Brasileiro. A massa atleticana aprovou Ricardinho, que teve boas atuações no clube, sendo "coroado" com o Campeonato Mineiro de 2010.
O jogador teve seu contrato rescindido pelo clube no dia 2 de abril de 2011, em conjunto com a rescisão do contrato do volante Zé Luís. Os motivos não foram revelados.

### Bahia
Em maio de 2011 foi contratado pelo Bahia para a disputa da Série A do Campeonato Brasileiro de 2011. Pouco jogou e não marcou sequer um gol pelo Bahia, tendo então o seu contrato rescindido amigavelmente em 17 de janeiro de 2012. Sem clube, Ricardinho resolveu se aposentar para em seguida inciar a carreira como técnico, assumindo o comando do clube que o revelou, o Paraná.

## Seleção Nacional
Disputou 23 partidas pela Seleção Brasileira, sendo a primeira em março de 2000. Esteve presente em duas Copas do Mundo, ambas como reserva. Na primeira, em 2002, foi convocado no lugar do cortado Emerson e fez parte do grupo que conquistou o pentacampeonato. Na segunda, em 2006, estava na equipe que foi eliminada pela França. Além disso, jogou a Copa das Confederações de 2003.

## Carreira como treinador

### Paraná
Iniciou a carreira como treinador em 2012, no Paraná Clube. Sua estreia ocorreu no dia 7 de março, diante do Luverdense, de Mato Grosso. Deixou o Paraná com 49 partidas, sendo, 24 vitórias, 12 empates, 13 derrotas e com aproveitamento de 57,1%.

### Ceará
Ricardinho assinou contrato com o Ceará em novembro de 2012. e seu primeiro jogo foi no amistoso diante o Sindicato dos Atletas Cearenses, onde o Ceará venceu por 5 a 1. Após a eliminação na Copa do Nordeste, e maus resultados no Campeonato Cearense, Ricardinho deixou o clube no dia 14 de março de 2013.

### Avaí
No dia 16 de março de 2013, foi anunciado como o novo treinador do Avaí. No dia 12 de junho, após três derrotas seguidas na Série B, pediu demissão do cargo.

### Retorno ao Paraná
No dia 9 de setembro de 2014 retornou ao Paraná, permanecendo até o fim da Série B, onde o clube terminou na décima primeira posição.

### Santa Cruz
Ainda em 2014, foi apresentado no dia 15 de dezembro como treinador do Santa Cruz para a temporada de 2015. Pelo tricolor, Ricardinho conquistou o Campeonato Pernambucano de 2015 e comandou a equipe nas primeiras sete rodadas da Série B. No dia 13 de junho foi demitido após maus resultados na Série B, na qual obteve apenas uma vitória, dois empates e quatro derrotas nos sete jogos no comando da equipe na competição.

### Portuguesa
Foi contratado pela Portuguesa no dia 15 de fevereiro de 2016. Após não conseguir o acesso para a Série A do Campeonato Paulista, deixou o comando da Lusa.

### Tupi
No dia 21 de setembro, foi anunciado como novo treinador do Tupi, para substituir Estevam Soares. No dia 8 de novembro, com uma vitória em nove jogos, Ricardinho pediu demissão após não conseguir tirar o time do Z-4 da Série B.

### Londrina
No dia 23 de novembro de 2017, Ricardinho foi apresentado como novo técnico do Londrina para a temporada 2018, assumindo a vaga de Claudio Tencati. Em 10 jogos no comando do Tubarão, obteve apenas duas vitórias, quatro empates e quatro derrotas, deixando o clube em penúltimo colocado na classificação do Campeonato Paranaense de 2018. Além disso, em fevereiro foi eliminado na segunda fase da Copa do Brasil para o Ceará, em pleno Estádio do Café.
No dia 6 de março de 2018, após seis jogos sem vencer, foi demitido da equipe.

### Estatísticas
| Anos      | Clube      | Jogos | Vitórias | Empates | Derrotas | Aproveitamento |
| --------- | ---------- | ----- | -------- | ------- | -------- | -------------- |
| 2012–2014 | Paraná     | 66    | 30       | 19      | 17       | 45,45%         |
| 2013      | Ceará      | 13    | 5        | 2       | 6        | 43,58%         |
| 2013      | Avaí       | 19    | 8        | 3       | 8        | 47,36%         |
| 2015      | Santa Cruz | 21    | 8        | 5       | 8        | 38,09%         |
| 2016      | Portuguesa | 12    | 4        | 3       | 5        | 41,67%         |
| 2016      | Tupi       | 9     | 1        | 2       | 6        | 11,1%          |
| 2018      | Londrina   | 10    | 2        | 4       | 4        | 30%            |

## Títulos

### Como jogador
Paraná
- Campeonato Paranaense: 1995, 1996 e 1997

Corinthians
- Campeonato Brasileiro: 1998 e 1999
- Campeonato Paulista: 1999 e 2001
- Campeonato Mundial de Clubes da FIFA: 2000
- Torneio Rio–São Paulo: 2002
- Copa do Brasil: 2002

Santos
- Campeonato Brasileiro: 2004

Beşiktaş
- Copa da Turquia: 2007

Atlético Mineiro
- Campeonato Mineiro: 2010

Seleção Brasileira
- Copa do Mundo FIFA: 2002

### Como treinador
Paraná
- Campeonato Paranaense - Segunda Divisão: 2012

Santa Cruz
- Campeonato Pernambucano: 2015

### Prêmios individuais
- Bola de Prata: 2004